# Ала ад-Дін Алі
Ала ад-Дін Алі (перс. علاء الدین دراست) — останній малік династії Гурідів.